# Fort Emmanuel
Fort Emmanuel (též Fort Emanuel, Fort Manuel nebo Fort Immanuel) je zřícenina pevnosti na pláži Fort Kochi[zápis?] ve městě Kóčin na pobřeží Arabského moře, ve svazovém státu Kérala, na jihu Indie. Je pojmenována po portugalském králi Manuelovi I. a byla to první portugalská pevnost v Indii. První část dnešního jména Fort Kochi se vztahuje k této pevnosti. Fort Kochi je též známá jako Old Kochi či West Kochi a je spojena s městskou částí Mattancherry[zápis?] na severu. Tato stará část města je dnes centrem cestovního ruchu v jižní Indii díky své pláži, historické architektuře a mnoha stravovacím zařízením.

## Dějiny
V září roku 1503 dal místní rádža (král) Kóčinu portugalskému admirálovi Afonso de Albuquerque povolení postavit pevnost na pobřeží Arabského moře. Se stavbou se začalo 26. září 1503 a „měla tvar čtverce s bočními baštami v rozích vybavených zbraněmi“. Opevnění se skládalo z dvojitých řad kmenů kokosových palem, které byly pevně spojeny a naplněny napěchovanou zemí. Pevnost byla chráněna také vodním příkopem. Pevnost byla slavnostně otevřena ráno dne 10. října 1503 a pojmenována po tehdejším portugalském králi.
Pevnost byla postavena na pobřeží poloostrova jihozápadně od města Kóčin. Opevnění bylo posíleno v roce 1538. Portugalci postavili svou osadu, včetně františkánského kostela, pod ochranou hradeb. Fort Kochi zůstal v portugalském vlastnictví až do roku 1663, kdy Nizozemci dobyli oblast a zničili portugalská zařízení. Holanďané vlastnili pevnost až do roku 1795, později ji ovládli Britové po svém vítězství nad sultánem Feteh Alí Tipú. Do roku 1806 Nizozemci a později Britové zbořili většinu hradeb a bašt. Dřívější průběh stěn lze nyní sledovat řadou nyní velmi vysokých dešťových stromů (Samanea saman).
Ve Starém Kochi a vedle pláže v Fort Kochi se nachází částečně obnovená dělová baterie a další zbytky hradeb a opevnění, které jsou nyní turistickými atrakcemi.

## Galerie

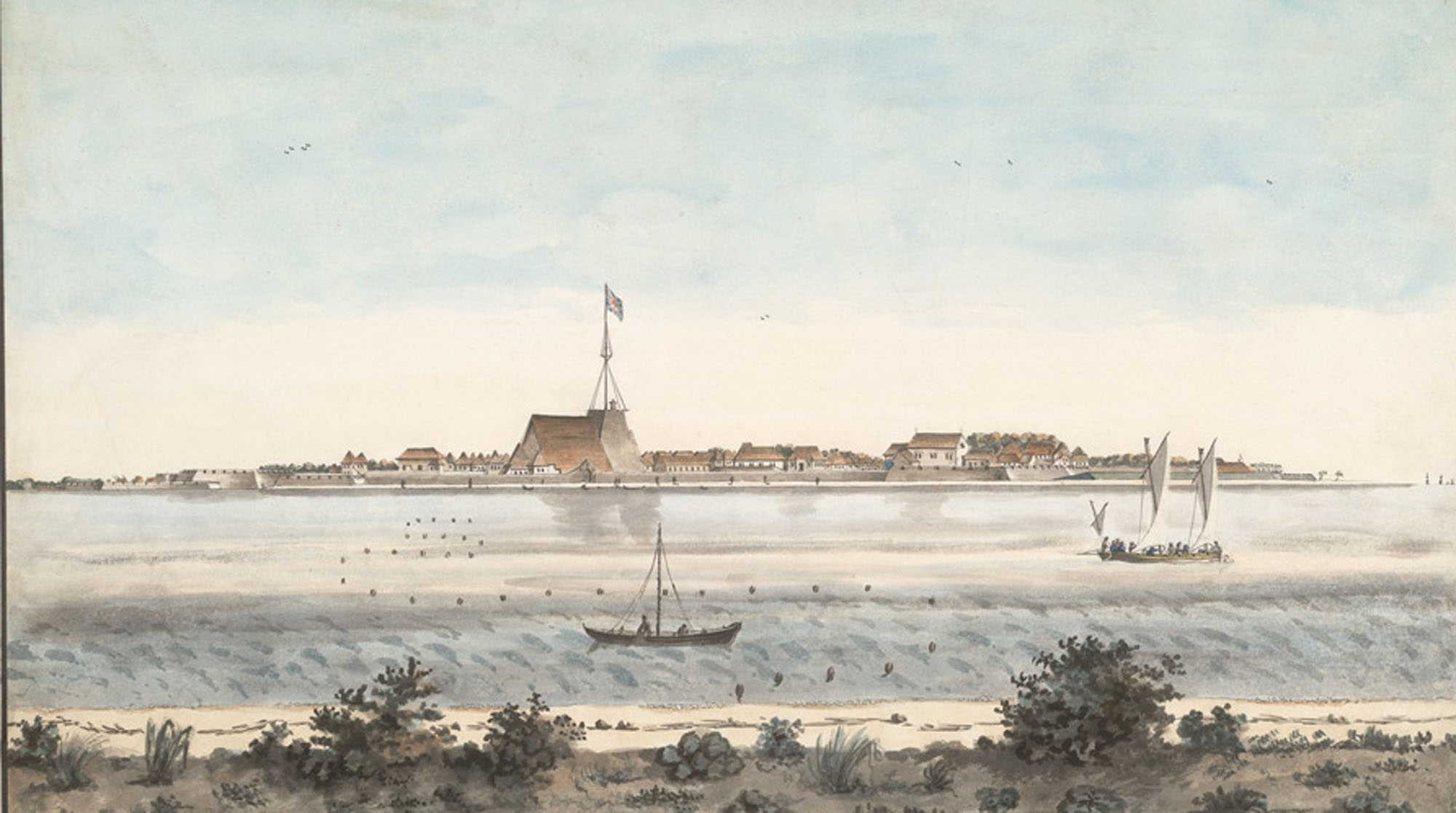
Pevnost v roce 1800
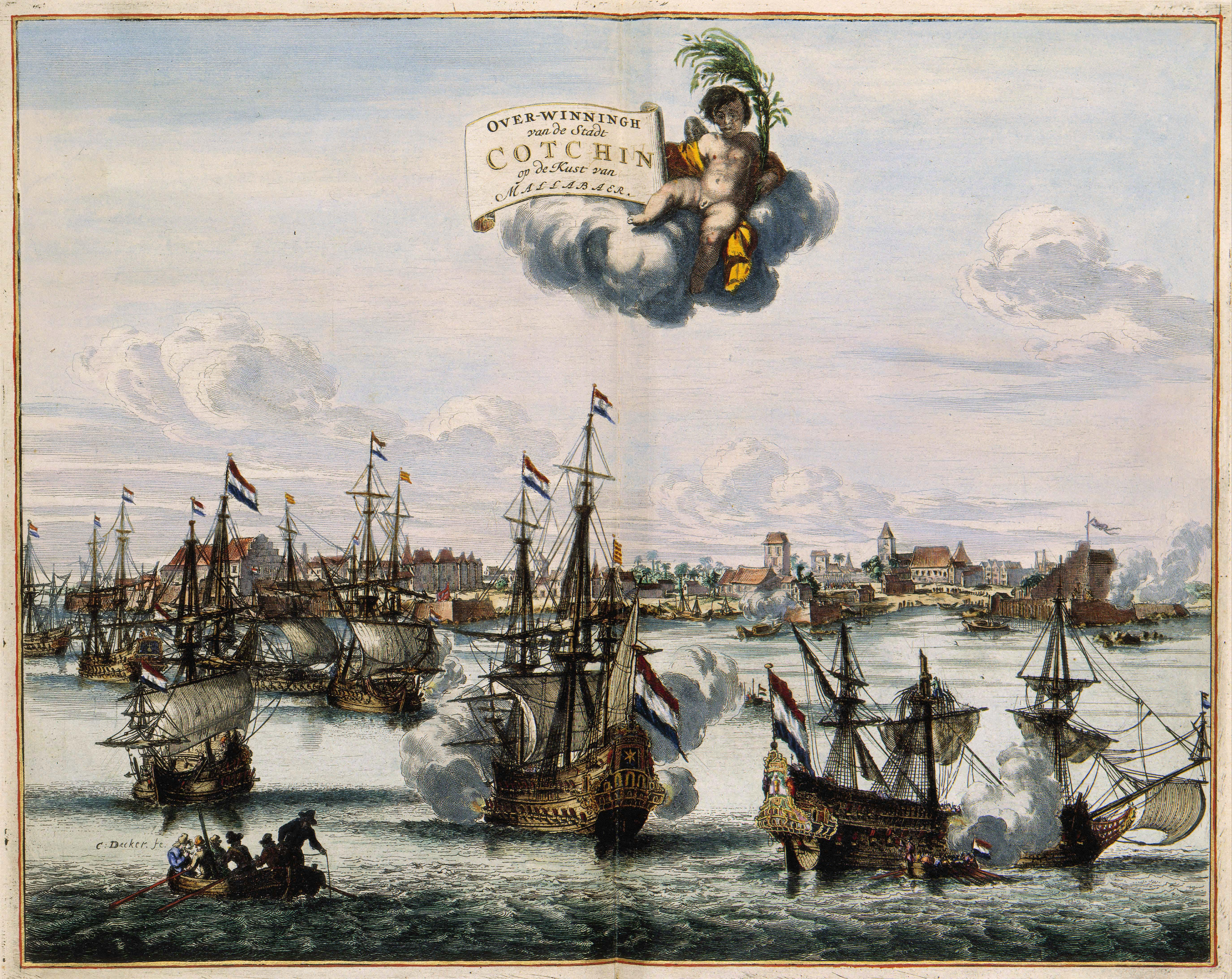
Dobytí pevnosti Holanďany v roce v roce 1656
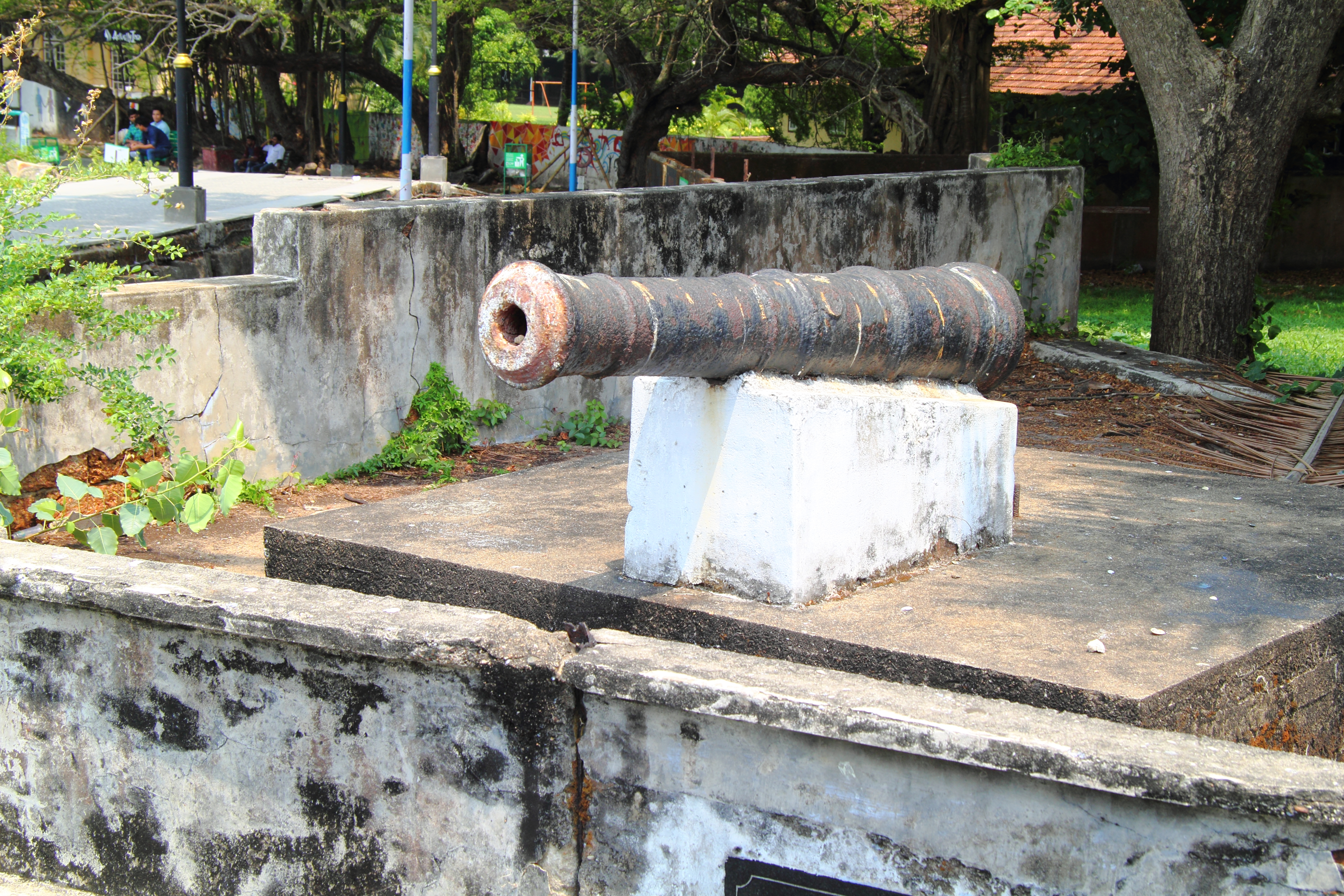
Zbytky děl v pevnosti